# Grão-Principado da Hungria
```
   |-
       |
Erro:
:  
valor não especificado para "
nome_comum
"
```

Grão-Principado da Hungria, Principado da Hungria  ou Ducado da Hungria (em húngaro: Magyar Nagyfejedelemség) foi o mais antigo estado húngaro documentado, fundado por volta do ano 895 ou 896, após a conquista húngara da Planície da Panônia e foi a primeira formação considerada um estado na área da Bacia dos Cárpatos.
O seu primeiro governante foi Arpades.
A historiografia húngara chama este período de "a era do principado".